# Comedy Factory
Comedy Factory war eine deutsche Sketch-Comedy-Fernsehserie, die von 1996 bis 1999 auf ProSieben ausgestrahlt wurde.

## Hauptdarsteller
- Monty Arnold
- Roland Baisch
- Jan Ditgen
- Gerd Ekken Gerdes
- Stefan Hufschmidt
- Reinhard Krökel
- Otto Kuhnle
- Lou Richter
- Martin Schneider

## Handlung
Die Reihe war eine aufeinanderfolgende Darbietung an Sketchen, Parodien und Liedern, wobei es in (fast) jeder Episode wiederkehrende Elemente gab (siehe regelmäßige Sketche). Die Sendereihe wurde anfangs immer am Mittwochabend ausgestrahlt, später variierten die Sendetermine. Im letzten Produktionsjahr wurde die Aufmachung leicht verändert, verschiedene Ensemblemitglieder (z. B. Otto Kuhnle und Stefan Hufschmidt) stiegen aus. Dafür trat in jeder Episode ein weiblicher Stargast (z. B. Anna Bosch oder Silvia Laubenbacher) auf.

## Regelmäßige Sketche

### Bauer Hinnak
Ekken-Gerdes als Provinzbauer erklärt mit starkem, unverständlichen Dialekt Situationen aus seinem Berufsalltag.

### Manfred und Dieter
Die beiden konservativen Brüder und Alt-Junggesellen Manfred (Hufschmidt) und Dieter (Ekken-Gerdes) leben im Haus ihrer bereits verstorbenen Mutter und philosophieren im Streitgespräch über Alltägliches. Manfred nimmt dabei deutlich den dominanteren Part ein, während Dieter meist klein beigibt.

### Lieder gegen den Frieden
Richter als Parodie auf Schlagersänger (z. B. als Andy Schwarrz) mit sinnfreien Texten („Immer muss ich Hanne warnen, du sollst nicht in die Wanne harnen …“). Die Figur explodiert meist am Ende des Beitrags, aber vor dem Ende des Liedes.

### Die Bundeswehr
Ekken-Gerdes als Leutnant und Schneider als tollpatschiger Gefreiter Schultz stellen Situationen aus dem Bundeswehralltag dar. Krökel tritt dabei öfter als General auf und weist den Leutnant zurecht.

### Neues aus dem Ekken-Institut
Teilweise auch als die „Die lustige Welt der Psychologie“ bekannt. Ekken-Gerdes und Krökel erläutern bestimmte vom Institut untersuchte Phänomene (z. B. Magnetismus), wobei die beiden ein Ehepaar mimen. Krökel kommt dabei stets der Part der Frau zu.

### Zwei ...
Hufschmidt und Richter erleben aus Sicht zweier Dinge (zwei Hoden, zwei Eier, …) den Alltag ihrer Umwelt.

### Monty-TV
Arnold parodiert in kurzen Stand-up-Einlagen bekannte Persönlichkeiten aus dem Fernsehen, z. B. Louis de Funès, Klementine aus der Waschmittelwerbung oder Liselotte Pulver.

### Das schlecht organisierte Verbrechen
Meist der letzte Sketch einer jeden Episode. Alle Darsteller sitzen als Mafiosi um einen Tisch und hecken Pläne aus, die am Ende doch immer scheitern. Alle diskutieren wild durcheinander, bis jemand in die Luft schießt. Anschließend resümiert Maddin mit kindlicher Naivität einen Alternativvorschlag, worauf ihn der Rest mit „Sind wir etwa Mädchen?“ anbrüllt.

## Trivia
- Das 1996er Ensemble brachte im Folgejahr eine eigene Single heraus, eine Rock-Coverversion des Schlagers Ein Lied geht um die Welt von Joseph Schmidt.
- Lou Richter komponierte später für den Mallorca-Sänger Mickie Krause den Hit 10 nackte Friseusen. Er sagte später in einem Interview, dass den Produzenten die Idee dazu beim Anschauen von Richters Rubrik „Lieder gegen den Frieden“ kam.